# خفج لاذع
خفج لاذع  أو الخفش أو جهق (الاسم العلمي:Diplotaxis acris) هو نوع من النباتات تتبع جنس الخفج من الفصيلة الكرنبية. يصل طوله إلى 35سم ولديه فروع جانبيه، أوراقه رمحية وأحيانًا مستطيلة الشكل، أزهاره قرمزية اللون وثماره طويلة شريطية ويتواجد عادة بالمناطق الصخرية.